# CNCO
CNCO (читается по-английски как - си-эн-си-оу), намекает на испанское слово «cinco» (рус. пять; т.к. группа состоит из пяти человек) — латиноамериканский бой-бэнд, основанный в Майами. Группа состоит из Джоэля Пиментеля, Ричарда Камачо, Эрика Брайана Колона, Кристофера Велеса и Забдиэля Де Хесуса. Они выиграли пятилетний контракт на запись с Sony Music Latin после того, как стали победителями первого сезона La Banda. Группа гастролировала с Рики Мартином. Их дебютный и второй синглы «Tan Fácil» и «Quisiera» хорошо вошли в чарты вскоре после их дебюта. Они выпустили свой первый альбом Primera Cita 26 августа 2016 года, в который вошел их главный хит «Reggaetón Lento (Bailemos)».
Группа выпустила свой одноименный второй альбом (CNCO) 6 апреля 2018 года, который включал синглы «Mamita» и «Se Vuelve Loca». Их дебютный EP Que Quiénes Somos, содержащий синглы «De Cero» и «Pegao» с участием Мануэля Туризо, был выпущен 11 октября 2019 года. Оба альбома дебютировали на первом месте в Billboard Top Latin Albums и топ-40 в Billboard 200, в то время как EP дебютировал в топ-15 прежнего чарта.

## История

### 2015:La Bandaи «Devuélveme Mi Corazón»
Эрик Брайан Колон, Кристофер Велес, Забдиэль де Хесус, Ричард Камачо и Джоэль Пиментель прослушивались на первый сезон La Banda, телевизионного певческого конкурса, который стартовал на Univision в сентябре 2015 года, созданного Саймоном Коуэллом и спродюсированного Рики Мартином. Все они получили 75% голосов от публики во время прослушиваний, кроме Эрика, хотя он был спасен Мартином. Участники группы соревновались индивидуально с другими участниками из Латинской Америки и Соединенных Штатов перед судьями шоу Мартином, Алехандро Сансом и Лаурой Паузини. Ребятам пришлось пройти несколько этапов, чтобы стать победителями. Во время соревнований они были разделены на группы: Ричард и Забдиэль-в одной группе, а Кристофер, Эрик и Джоэль-в другой. Группа была сформирована в финале шоу, 13 декабря 2015 года, когда они получили свое название, которое намекает на испанское слово «пять» (cinco), и произносится по-английски так, как оно пишется: «C-N-C-O» (си-эн-си-оу). Они выиграли контракт на запись на 5 лет с Sony Music Latin, после чего рэпер Wisin запланировал выпустить их первый альбом. Рики Мартин стал их представителем.
В финале они исполнили песню «Devuélveme Mi Corazón», который включал выступления Питбуля, Fifth Harmony, Wisin и видео-поздравление от One Direction. Они снова спели ее на Таймс-сквер во время празднования Нового года Univision Feliz 2016.

### 2016: Ricky Martin One World Tour иPrimera Cita
29 января 2016 года, они выпустили свой дебютный сингл «Tan Fácil», который дебютировал на хит-параде Billboard Latin Rhythm Airplay под номером 25, под номером 23 в Hot Latin Songs, и мгновенно возглавил U.S. iTunes Latino, позже он достиг пика на первом месте в Latin Airplay. 30 января 2016 года они провели свой первый концерт в Fillmore Miami Beach.
12 февраля CNCO начали гастролировать в качестве вступительных актов в рамках тура Рики Мартина One World Tour для некоторых его шоу в США, включая Холливуд, Флорида, Сан-Хуан, Пуэрто-Рико и некоторые части Южной Америки, включая Чили и Аргентину.
13 мая они выпустили свой второй сингл «Quisiera», который достиг пика в Hot Latin Songs под номером 29, с премьерой клипа 3 июня. В мае они спели национальный гимн на Янки-стэдиум. 13 июля группа была номинирована на шесть наград, в Premios Juventud и выиграла пять из них – «Tan Fácil», My Pop/Rock Artist Producers' Choice Award, My Favorite Twitter Celebrity и My Favorite Fan-Army; они также выступили на церемонии.
В августе их поклонники, называемые «CNCOwners», проголосовали за первое место группы в опросе Billboard «Любимый новый латиноамериканский бой-бэнд». 23 августа группа попросила фанатов найти горячие точки для песен с их предстоящего альбома в игре, вдохновленной Pokémon Go, под названием «CNCOGo», и эквадорские фанаты нашли первую песню «Cometa».
26 августа был выпущен их первый альбом Primera Cita (Первое Свидание, на русском языке), спродюсированный Wisin. Wisin говорил об их альбоме так: «Это союз стран и культур. Это то, что заставляет нас расти, потому что люди могут понять, что мы можем объединить разные жанры». Альбом состоит из четырнадцати треков и включает urban ремикс на песню «Tan Fácil» с участием рэпера Wisin и балладную версию песни «Quisiera» с участием испанского певца Абрахама Матео. В день своего выхода группа встретилась с поклонниками во время путешествия с Рики Мартином в его турне, и они дали концерт в Miami International Mall, чтобы отпраздновать дебют альбома.
В ноябре они сняли новый клип на одну из песен Primera Cita, «Para Enamorarte» в Лос-Анджелесской Школе визуальных и исполнительских искусств имени Рамона К. Кортинеса. Он был выпущен совместно с Toyota и включал фанатов, которые также отбирались на окончание видео. Видеоклип должен был выйти в эфир на финале сезона La Banda 11 декабря, затем на латиноамериканской странице Toyota в Facebook и на YouTube. Они также объявили о планах своего первого тура хедлайнеров в феврале 2017 года в Латинской Америке. 7 октября они выпустили свой главный хит «Reggaetón Lento (Bailemos)», который набрал на YouTube более 1,6 миллиарда просмотров (по состоянию на октябрь 2020 года) и достиг 6-го места в чарте Billboard Hot Latin Songs и 11-го места в чарте Bubbling Under Hot 100.

### 2017–2018:Más AlláTour иCNCOWorld Tour
7 февраля 2017 года группа была объявлена одним из четырех финалистов в номинации «Artist of the Year, New» на премии Billboard Latin Music Awards 2017, представляющей артистов, которые хорошо зарекомендовали себя в прошлом году. 26 февраля они начали свой первый тур хедлайнеров Más Allá в Кочабамбе, Боливия, в общей сложности в 15 странах, включая 40 выступлений в Центральной и Южной Америке, Мексике, Португалии, Испании и Соединённых Штатах; и записали музыку для своего второго альбома во время турне.
4 апреля 2017 года группа официально выпустила ведущий сингл со своего второго альбома «Hey DJ» с участием пуэрто-риканского певца Янделя; они также выпустили сольную поп-версию. 18 августа CNCO выпустили ремикс - версию «Reggaetón Lento» с вокалом британской гёрл группы Little Mix в качестве второго сингла с пластинки. 20 октября 2017 года группа выпустила третий сингл «Mamita» со своего второго альбома. 3 марта 2018 года они выпустили песню «Mi Medicina», объявив о предзаказе альбома. За ним последовала «Bonita» две недели спустя, 16 марта, и, наконец, «Fiesta en Mi Casa», также прибывшая две недели спустя, 30 марта. Музыкальные клипы сопровождали релизы песен.
6 апреля 2018 года бой-бэнд выпустил свой долгожданный второй одноименный альбом CNCO. Он дебютировал под номером один в Billboard Top Latin Albums и вошел под номером 33 в Billboard 200, побив рекорд их дебюта. Группа выпустила «Sólo Yo» вместе со своим музыкальным клипом, чтобы отпраздновать выход альбома. Музыкальное видео для пятого сингла «Se Vuelve Loca» было доступно 19 июля, а через несколько часов была выпущена Spanglish версия для цифровой загрузки и стриминга. Она достигла первого места в Latin Pop Songs Chart в октябре 2018 года. Группа отправилась в мировое турне CNCO World Tour, начавшееся в Гватемале. Они объявили о своих концертах в Соединённых Штатах, что стало их первым американским туром. 26 октября группа выпустила совместный альбом с певцом и автором песен Принцем Ройсом под названием «Llegaste Tú». 8 ноября группа выпустила ремикс-версию песни «Hey DJ» с участием американской певицы Меган Трейнор и ямайского исполнителя Шона Пола.
16 мая 2018 года CNCO подписали новое управленческое соглашение с Walter Kolm Entertainment, после того как почти три года ими управлял Рики Мартин. Walter Kolm Entertainment также подписал контракты с другими успешными артистами, такими как Малума, Wisin и Silvestre Dangond.

### 2019:Que Quiénes Somos
Группа анонсировала сингл «Pretend», который был выпущен 15 февраля 2019 года. Эта песня их первый официальный сольный Spanglish релиз, в котором также содержатся сэмплы из «Rhythm of the Night» от DeBarge.
CNCO выпустили сингл «De Cero» 24 июня вместе со своим музыкальным клипом. Они исполнили короткую версию «Pretend» на Teen Choice Awards 2019, где выиграли Choice Latin Artist и были номинированы на Choice Group. Испанский певец и автор песен Абрахам Матео выпустил свою песню «Me Vuelvo Loco» в сотрудничестве с CNCO в июле. Группа показала свою первую EP Que Quiénes Somos в середине августа вместе с ее обложкой. Его название отсылает к строчке, спетой Эриком в конце большинства их песен, а также намекает на то, кто эти мальчики, поскольку они сами написали EP в соавторстве. Они выпустили первый рекламный сингл под названием «Ya Tú Sabes» 23-го числа того же месяца. Он содержит образец песни кубинской певицы сальсы Селии Крус и отличается наличием Latin Trap в ее производстве. Группа была объявлена как часть состава на предсезонное шоу MTV Video Music Awards 2019, где они исполнили «De Cero» 26 августа. Вторая рекламная песня, получившая название «La Ley», была выпущена бесплатно на всех цифровых платформах 27 сентября. Обе песни были выпущены с аудиозаписями на YouTube. EP был выпущен 11 октября 2019 года и включает в себя в общей сложности семь треков. Они также выпустили сингл «Pegao» с Мануэлем Туризо в тот же день с музыкальным клипом. EP Que Quiénes Somos дебютировал на первом месте в чарте Billboard Latin Pop Albums. Группа сотрудничала с другим бой-бэндом PRETTYMUCH над песней «Me Necesita». CNCO исполнили «Ya Tú Sabes», а также «Me Vuelvo Loco» вместе с Абрахамом Матео на Latin American Music Awards 2019, а также получила 2 награды в тот вечер. 7 ноября группа была представлена на песне «Como Así» аргентинской певицы Лали Эспосито, которая появится на ее предстоящем альбоме. В том же месяце CNCO объявили о кампании одежды с Forever 21.

### 2020-2021:Déjà Vu
Группа объявила о своем новом туре «Press Start» 21 января 2020 года. Тур должен был начаться 30 мая 2020 года в Coliseo de Puerto Rico в Сан-Хуан, Пуэрто-Рико, и закончиться в Чикаго, Иллинойс, в Rosemont Theatre 21 июня, но был перенесен на 2021 год из-за пандемии коронавируса 2019-20 годов. Мальчики также заявили, что их третий студийный альбом будет выпущен в марте, но он был отложен по той же причине. Однако, 2 апреля они выпустили сингл под названием «Honey Boo» с доминиканской певицей Натти Наташей вместе с музыкальным клипом. Группа получила две номинации на премию MTV Video Music Awards 2020 за лучшее карантинное исполнение для своего домашнего концерта MTV Unplugged и лучшую хореографию для «Honey Boo». Также они получили номинацию на лучшую группу после голосования по основным закрытым номинациям. 28 августа ребята выпустили песню под названием «Beso» и исполнили ее на главном шоу премии. Они были объявлены победителями за лучшее карантинное исполнение, став первым латиноамериканским бой-бэндом, выигравшим Moonman.
В ноябре 2020 года группа заявила, что решила отложить свой третий альбом до дальнейшего выпуска. Вместо этого они выпустят кавер-альбом, состоящий из классики латино-поп. Они выпустили «трейлеры» на своем канале YouTube, показав, что песни будут охватывать время с 1988 года до неизвестной даты. В том же месяце группа выпустила кавер-версию песни Рикардо Монтанера «Tan Enamorados». Клип на трек был вдохновлен другим клипом группы New Kids on the Block, тем самым CNCO отдали дань уважения этому коллективу. Вскоре CNCO анонсировала альбом Déjà Vu в социальных сетях, который будет доступен 5 февраля 2021 года. На следующей неделе они выпустили свою версию песни пуэрто-риканского исполнителя Big Boy «Mis Ojos Lloran Por Ti», а ее видео было вдохновлено песней NSYNC «Tearin' Up My Heart». Группа исполнила предыдущую песню на параде Дня благодарения Macy's 26 ноября. В декабре они выпустили свою кавер-версию песни «Hero» Энрике Иглесиаса, а также музыкальное видео, вдохновленное музыкальным клипом Backstreet Boys на песню «Show Me the Meaning of Being Lonely».
31 января 2021 года CNCO выпустила свое исполнение баллады Франко Де Вита 1986 года «Solo Importas Tú». 5 февраля группа выпустила свой новый альбом Déjà Vu для цифровой загрузки и стримминга вместе с аудиозаписями треков на своем канале YouTube. Релиз сопровождался пятым синглом «Dejaría Todo», кавером на песню пуэрто-риканского певца Чайянна.

## Участники

### Кристофер Велес
Кри́стофер Бра́йант Ве́лес Муньо́с родился 23 ноября 1995 года в Нью-Джерси. Он переехал со своей семьей в их родную страну, Эквадор, когда ему было три года. Когда ему исполнилось 18 лет, Велес вернулся в США в надежде помочь своей семье экономически; у него было несколько рабочих мест, включая чистку обуви, чтобы заработать на жизнь. Первоначально он хотел пойти в школу, чтобы изучать музыку, но увидел, что La Banda - лучшая возможность. Кристофер также является самым старшим членом CNCO.

### Ричард Камачо
Ри́чард Я́шель Кама́чо Пуэ́лло родился 22 января 1997 года в Нью-Йорке и вырос в Доминиканской Республике. Его отец - музыкант и оператор, а мать - танцовщица, что также является для него хобби. Ричард пел и танцевал с тех пор, как ему исполнилось всего три года, и первой песней, которую он когда-либо слушал, была «With You» Криса Брауна. У него есть еще три брата и сестры: Яшуа Камачо, который также взял образ жизни пения и является сольным артистом, Дайран Камачо и Ярлиза Камачо. У него есть дочь по имени Алия София Камачо, которую он родил вместе с моделью Instagram Йоселин Александер.

### Забдиэль Де Хесус
Забдиэ́ль де Хе́сус родился в Баямоне, Пуэрто-Рико, 13 декабря 1997 года. Он начал интересоваться пением в возрасте двенадцати лет, пел со своей церковной группой хип-хоп и сальсу, а также танцевал балет в Ballet Concierto, престижной академии в Пуэрто-Рико. Будучи маленьким ребенком, его отец, музыкант, показал ему любовь к музыке, которая теперь является тем, что держит их семью вместе. С самого раннего возраста Де Хесус обладал невероятной способностью играть на музыкальных инструментах, и именно отсюда проистекает его любовь к музыке. Он показал свои навыки в битбоксинге. Интересно, что день рождения Забдиэля приходится на тот же день, что и день рождения группы.

### Джоэль Пиментель
Джоэ́ль Пименте́ль Де Лео́н родился в Викторвилле, Калифорния, 28 февраля 1999 года, но вырос в Гесперии. Он имеет мексиканское происхождение и был вдохновлен своим покойным дедом, чтобы продолжить свою музыкальную карьеру. Он был членом драматического кружка в Hesperia High School, где он обнаружил свои актерские способности. В свободное время Джоэль любит играть в футбол, писать песни и выступать. В какой-то момент во время La Banda Джоэль полагал, что его исключат, потому что он не мог очень хорошо говорить или петь по-испански, так как это не был его родной язык. Однако его талант помог ему стать членом CNCO. ===
```
9  мая 2021 года, Джоэль объявил об уходе из группы. 14 мая в последний раз они впятером выступят на онлайн-концерте, после чего Джоэль больше не будет состоять в составе CNCO.
```

### Эрик Брайан Колон
Э́рик Бра́йан Коло́н Ари́ста родился 3 января 2001 года в Гаване, Куба. Он переехал в Тампу, Флорида, вместе со своей семьей в возрасте 11 лет в 2012 году. Там Эрик играл в футбол, танцевал и участвовал в музыкальных мероприятиях в школе. У него есть сестра по имени Янелис. Эрик - самый молодой член бой-бэнда и был в La Banda, когда ему было всего 14 лет.

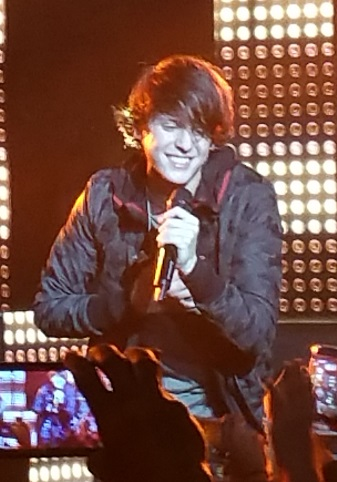
Кристофер Велес,  Эквадор
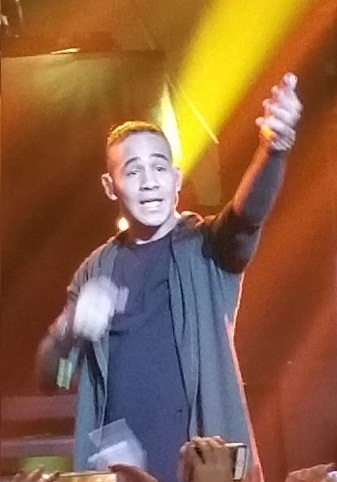
Ричард Камачо,  Доминиканская Республика
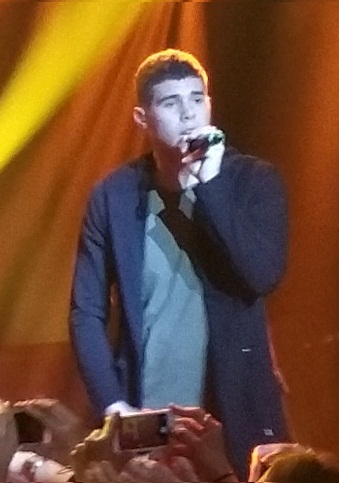
Забдиэль Де Хесус,  Пуэрто-Рико
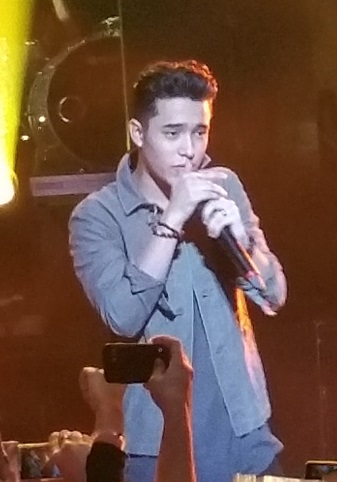
Джоэль Пиментель,  Мексика
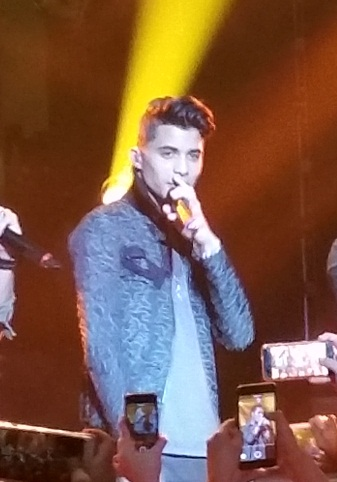
Эрик Брайан Колон,  Куба

## Дискография

### Студийные альбомы
| Название     | Информация                                                                            |
| ------------ | ------------------------------------------------------------------------------------- |
| Primera Cita | - Релиз: 26 августа 2016 - Лейбл: Sony Music Latin - Формат: CD, цифровая дистрибуция |
| CNCO         | - Релиз: 6 апреля 2018 - Лейбл: Sony Music Latin - Формат: CD, цифровая дистрибуция   |
| Déjà Vu      | - Релиз: 5 февраля 2021 - Лейбл: Sony Music Latin - Формат: CD, цифровая дистрибуция  |
| XOXO         | - Релиз: 26 августа 2022 - Лейбл: Sony Music Latin - Формат: CD, цифровая дистрибуция |

### Мини-альбомы
| №                   | Название                        | Длительность |
| ------------------- | ------------------------------- | ------------ |
| 1.                  | «De Cero»                       | 3:39         |
| 2.                  | «Pegao» (совм. с Manuel Turizo) | 3:24         |
| 3.                  | «Qué Va a Ser de Mí»            | 3:25         |
| 4.                  | «La Ley»                        | 2:44         |
| 5.                  | «Ya Tú Sabes»                   | 2:55         |
| 6.                  | «De Mí»                         | 3:14         |
| 7.                  | «Tóxica»                        | 3:33         |
| Общая длительность: | Общая длительность:             | 21:34        |

| №                   | Название                                              | Длительность |
| ------------------- | ----------------------------------------------------- | ------------ |
| 1.                  | «My Boo»                                              | 3:27         |
| 2.                  | «De Cero»                                             | 3:39         |
| 3.                  | «Pegao» (совм. с Manuel Turizo)                       | 3:24         |
| 4.                  | «Qué Va a Ser de Mí»                                  | 3:25         |
| 5.                  | «La Ley»                                              | 2:44         |
| 6.                  | «Ya Tú Sabes»                                         | 2:55         |
| 7.                  | «De Mí»                                               | 3:14         |
| 8.                  | «Tóxica»                                              | 3:33         |
| 9.                  | «Pretend»                                             | 3:21         |
| 10.                 | «Hey DJ (Remix)» (совм. с Meghan Trainor & Sean Paul) | 3:10         |
| 11.                 | «Llegaste Tú» (совм. с Prince Royce)                  | 3:11         |
| Общая длительность: | Общая длительность:                                   | 34:03        |

### Синглы
| №  | Название                                              | Альбом                            | Год  |
| -- | ----------------------------------------------------- | --------------------------------- | ---- |
| 1  | «Tan Fácil» (соло-версия и версия с Wisin)            | Primera Cita                      | 2016 |
| 2  | «Quisiera»                                            | Primera Cita                      | 2016 |
| 3  | «Reggaetón Lento (Bailemos)»                          | Primera Cita                      | 2016 |
|    | «Para Enamorarte»                                     | Primera Cita                      | 2016 |
| 5  | «Hey DJ» (соло-версия и версия с Yandel)              | CNCO                              | 2017 |
| 6  | «Reggaetón Lento (Remix)» (совм. с Little Mix)        | CNCO                              | 2017 |
| 7  | «Mamita»                                              | CNCO                              | 2017 |
| 8  | «Sólo Yo»                                             | CNCO                              | 2018 |
| 9  | «Se Vuelve Loca»                                      | CNCO                              | 2018 |
| 10 | «Díganle» (Remix) (совм. с Лесли Грейс & Becky G)     | без альбома                       | 2018 |
| 11 | «Llegaste Tú» (совм. с Prince Royce)                  | Que Quiénes Somos (Japan Edition) | 2018 |
| 12 | «Hey DJ» (Remix) (совм. с Meghan Trainor & Sean Paul) | Que Quiénes Somos (Japan Edition) | 2018 |
| 13 | «Pretend»                                             | Que Quiénes Somos (Japan Edition) | 2019 |
| 14 | «De Cero»                                             | Que Quiénes Somos                 | 2019 |
| 15 | «Me Vuelvo Loco» (совм. с Abraham Mateo)              | Sigo a lo Mío (альбом A. Mateo)   | 2019 |
| 16 | «Pegao» (совм. с Manuel Turizo)                       | Que Quiénes Somos                 | 2019 |
| 17 | «Me Necesita» (совм. с PRETTYMUCH)                    | INTL:EP (альбом PRETTYMUCH)       | 2019 |
| 18 | «Honey Boo» (совм. с Natti Natasha)                   | без альбома                       | 2020 |
| 19 | «Beso»                                                | без альбома                       | 2020 |
| 20 | «Tan Enamorados»                                      | Déjà Vu                           | 2020 |
| 21 | «Dejaría Todo»                                        | Déjà Vu                           | 2021 |
| 22 | «Toa La Noche»                                        | XOXO                              | 2021 |
| 23 | «Pa Que Guaye» (совм. с Alex Rose)                    | без альбома                       | 2021 |
| 24 | «Party, Humo y Alcohol»                               | XOXO                              | 2022 |
| 25 | «La Equivocada»                                       | XOXO                              | 2022 |
| 26 | «No Apagues La Luz»                                   | XOXO                              | 2022 |
| 27 | «Plutón» (совм. с Kenia OS)                           | XOXO                              | 2022 |
| 28 | «Miami» (совм. с Beéle)                               | XOXO                              | 2022 |
| 29 | «Ferrari» (совм. с Nacho)                             | без альбома                       | 2022 |
| 30 | «MUSIKITA» (совм. с Reggi El Autentico)               | без альбома                       | 2022 |
| 31 | «Estrella» (совм. с Alejo)                            | без альбома                       | 2022 |
| 32 | «Ay Dios»                                             | TBA                               | 2022 |

### Промосинглы
| №  | Название                 | Альбом                            | Год  |
| -- | ------------------------ | --------------------------------- | ---- |
| 1  | «Cien»                   | Primera Cita                      | 2016 |
| 2  | «Mi Medicina»            | CNCO                              | 2018 |
| 3  | «Bonita»                 | CNCO                              | 2018 |
| 4  | «Fiesta en Mi Casa»      | CNCO                              | 2018 |
| 5  | «Ya Tú Sabes»            | Que Quiénes Somos                 | 2019 |
| 6  | «La Ley»                 | Que Quiénes Somos                 | 2019 |
| 7  | «My Boo»                 | Que Quiénes Somos (Japan Edition) | 2020 |
| 8  | «Mis Ojos Lloran por Ti» | Déjà Vu                           | 2021 |
| 9  | «Hero»                   | Déjà Vu                           | 2021 |
| 10 | «Solo Importas Tú»       | Déjà Vu                           | 2021 |
| 11 | «Un Beso»                | Déjà Vu                           | 2021 |
| 12 | «Entra en Mi Vida»       | Déjà Vu                           | 2021 |

### Как приглашённый артист
| № | Название                                    | Альбом                                            | Год  |
| - | ------------------------------------------- | ------------------------------------------------- | ---- |
| 1 | «Ahora Lloras Tú» (Ana Mena featuring CNCO) | Index                                             | 2017 |
| 2 | «Princesa» (Río Roma featuring CNCO)        | Eres la Persona Correcta en el Momento Equivocado | 2017 |
| 3 | «Dolor de Cabeza» (RIKI featuring CNCO)     | Live & Summer Mania                               | 2018 |
| 4 | «Mal Di Testa» (RIKI featuring CNCO)        | Live & Summer Mania                               | 2018 |
| 5 | «24 Horas» (Pinto Wahin featuring CNCO)     | без альбома                                       | 2019 |
| 6 | «Como Así» (Lali featuring CNCO)            | Libra                                             | 2019 |

### Ремиксы при участии CNCO
| № | Название                           | Главный исполнитель                       | Год  |
| - | ---------------------------------- | ----------------------------------------- | ---- |
| 1 | «Casi Nada» (Nando Pro Remix)      | Karol G                                   | 2016 |
| 2 | «Súbeme La Radio» (Remix)          | Enrique Iglesias featuring Descemer Bueno | 2017 |
| 3 | «Todo Cambio» (Remix)              | Becky G                                   | 2017 |
| 4 | «Quisiera Alejarme» (Remix)        | Wisin & Ozuna                             | 2018 |
| 5 | «Diganle» (Tainy Remix)            | Leslie Grace & Becky G                    | 2018 |
| 6 | «Cinturita» (Remix)                | Reggi El Autentico                        | 2021 |
| 7 | «Suelta, Sola y Tranquila» (Remix) | Fabro & MYA                               | 2022 |

## Концертные туры

### Хедлайнеры
- 2017: Más Allá Tour[36][37]
- 2018-2019: CNCO World Tour
- 2021: Press Start Tour[56]

### На разогреве
- 2016: Рики Мартин - One World Tour[22][23]
- 2017: Арина Гранде – Dangerous Woman Tour
- 2017: Энрике Иглесиас и Питбуль - Enrique Iglesias And Pitbull Tour[57]

## Награды и номинации

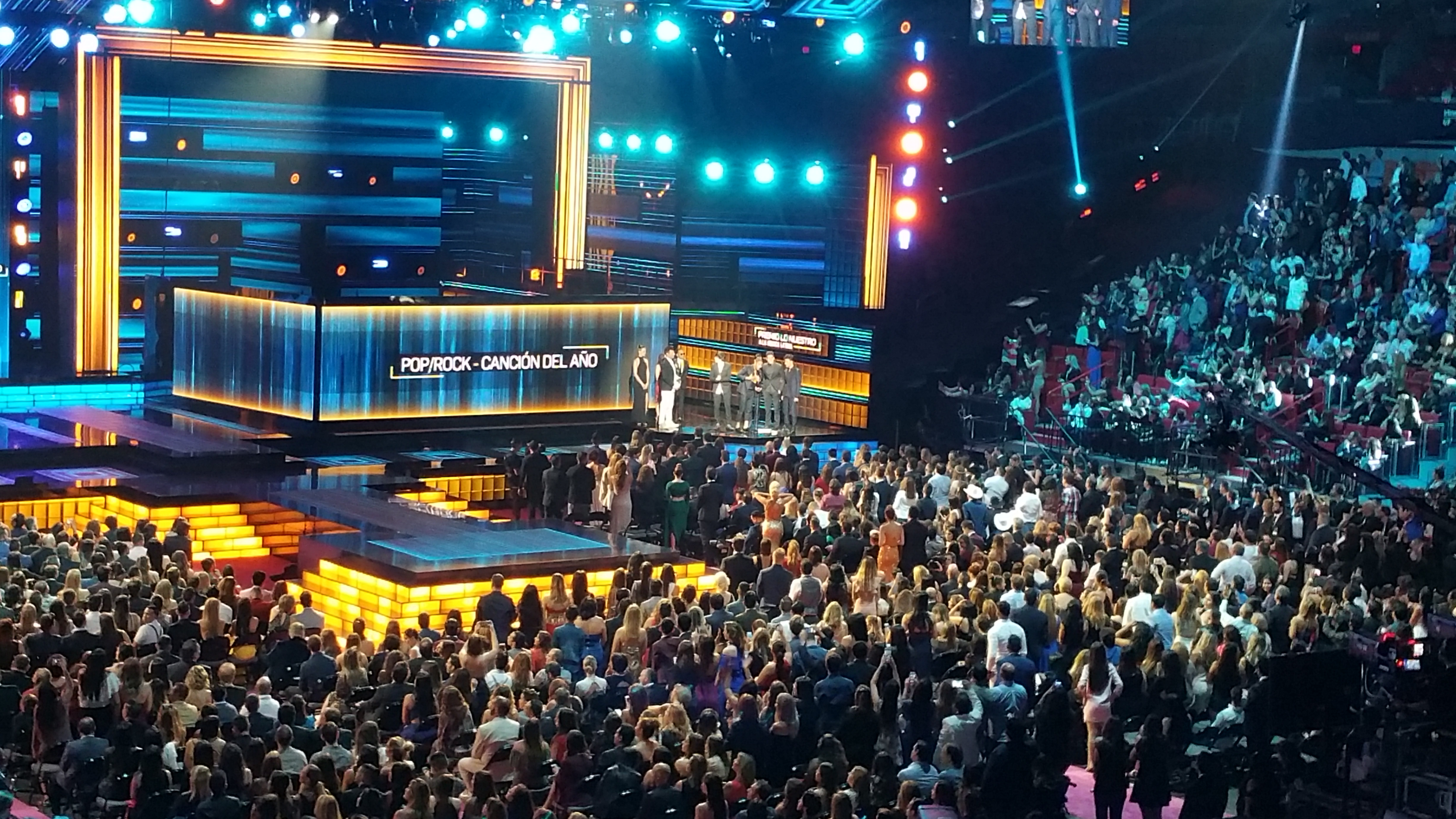
CNCO получают награду на Lo Nuestro Awards 2017 вместе с Рики Мартином

| Год  | Награда                      | Категория                                                                                            | Номинируемая работа       | Результат | Прим.         |
| ---- | ---------------------------- | --- | ------------------------- | --------- | ------------- |
| 2016 | Premios Juventud             | Voz del Momento (Голос Момента)                                                                      | CNCO                      | Номинация | [ 4 ] [ 27 ]  |
| 2016 | Premios Juventud             | Mi Artista Pop Rock (Мой Артист Поп/Рок)                                                             | CNCO                      | Победа    | [ 4 ] [ 27 ]  |
| 2016 | Premios Juventud             | Producers Choice Award (Награда Выбора Продюсеров)                                                   | CNCO                      | Победа    | [ 4 ] [ 27 ]  |
| 2016 | Premios Juventud             | Mi Tuitero Favorito (Мой Любимый Твиттер)                                                            | CNCO                      | Победа    | [ 4 ] [ 27 ]  |
| 2016 | Premios Juventud             | La Mas Pegajosa (Самая Навязчивая Песня)                                                             | «Tan Fácil»               | Победа    | [ 4 ] [ 27 ]  |
| 2016 | Premios Juventud             | Mi «Fan Army» Favorito (Моя Любимая «Армия Фанатов»)                                                 | CNCOwners                 | Победа    | [ 4 ] [ 27 ]  |
| 2016 | Premios Juventud             | Mejor Look (Лучший Взгляд)                                                                           | CNCO                      | Победа    | [ 4 ] [ 27 ]  |
| 2016 | Latin American Music Awards  | Favorite Pop/Rock New Artist (Любимый Поп/Рок Новый Артист)                                          | CNCO                      | Победа    | [ 58 ]        |
| 2016 | Latin American Music Awards  | Favorite Pop/Rock Duo or Group (Любимый Поп/Рок Дуэт или Группа)                                     | CNCO                      | Победа    | [ 58 ]        |
| 2016 | Latin American Music Awards  | Xfinitiy New Artist of the Year (Xfinitiy Новый Артист Года)                                         | CNCO                      | Победа    | [ 58 ]        |
| 2017 | Premio Lo Nuestro            | Pop/Rock Song of the Year (Поп/Рок Песня Года)                                                       | «Tan Fácil»               | Победа    | [ 59 ]        |
| 2017 | Premio Lo Nuestro            | Pop/Rock Album of the Year (Поп/Рок Альбом Года)                                                     | Primera Cita              | Победа    | [ 59 ]        |
| 2017 | Premio Lo Nuestro            | Pop/Rock Group or Duo of the Year (Поп/Рок Группа или Дуэт Года)                                     | CNCO                      | Победа    | [ 59 ]        |
| 2017 | Billboard Latin Music Awards | Artist of the Year Debut (Дебют Артиста Года)                                                        | CNCO                      | Победа    | [ 60 ]        |
| 2017 | Billboard Latin Music Awards | Latin Pop Songs Artist of the Year, Duo or Group (Артист Года, Дуэт или Группа в Latin Pop Songs)    | CNCO                      | Победа    | [ 60 ]        |
| 2017 | Billboard Latin Music Awards | Latin Pop Album of the Year (Латиноамериканский Поп Альбом Года)                                     | Primera Cita              | Номинация | [ 60 ]        |
| 2017 | Billboard Latin Music Awards | Latin Pop Albums Artist of the Year, Duo or Group (Артист Года, Дуэт или Группа в Latin Pop Albums)  | CNCO                      | Победа    | [ 60 ]        |
| 2017 | BreakTudo Awards             | Best International Group (Лучшая Международная Группа)                                               | CNCO                      | Номинация |               |
| 2017 | iHeartRadio Music Awards     | Best New Latin Artist (Лучший Новый Латиноамериканский Артист)                                       | CNCO                      | Победа    | [ 62 ]        |
| 2017 | iHeartRadio Music Awards     | Best New Artist (Лучший Новый Артист)                                                                | CNCO                      | Номинация | [ 62 ]        |
| 2018 | iHeartRadio Music Awards     | Best Boy Band (Лучший Бой-Бэнд)                                                                      | CNCO                      | Номинация | [ 63 ]        |
| 2018 | iHeartRadio Music Awards     | Best Remix (Лучший Ремикс)                                                                           | «Reggaetón Lento (Remix)» | Победа    | [ 63 ]        |
| 2018 | BreakTudo Awards             | Best International Group (Лучшая Международная Группа)                                               | CNCO                      | Номинация | [ 64 ]        |
| 2018 | Tudo Information Awards      | Group of The Year (Группа Года)                                                                      | CNCO                      | Номинация | [ 65 ] [ 66 ] |
| 2019 | Billboard Latin Music Awards | Latin Pop Artist of the Year, Duo or Group (Латиноамериканский Поп Артист Года, Дуэт или Группа)     | CNCO                      | Победа    |               |
| 2019 | Billboard Latin Music Awards | Latin Pop Album of the Year (Латиноамериканский Поп Альбом Года)                                     | CNCO                      | Победа    |               |
| 2019 | Billboard Latin Music Awards | Latin Rhythm Artist of the Year, Duo or Group (Латиноамериканский Ритм Артист года, Дуэт или Группа) | CNCO                      | Победа    |               |
| 2019 | The Pop Hub Awards           | Najlepsza Choreografia (Лучшая Хореография)                                                          | «Pretend»                 | Ожидается |               |
| 2019 | The Pop Hub Awards           | Ulubiona Trasa Koncertowa (Любимый Концертный Тур)                                                   | CNCO World Tour           | Ожидается |               |
| 2019 | The Pop Hub Awards           | Ulubiona Gwiazda Latynoska (Любимая Латинская Звезда)                                                | CNCO                      | Ожидается |               |
| 2019 | Latin AMAs                   | Favorite Duo or Group (Любимый Дуэт или Группа)                                                      | CNCO                      | Победа    | [ 67 ]        |
| 2019 | Latin AMAs                   | Favorite Pop Artist (Любимый Поп-Артист)                                                             | CNCO                      | Победа    | [ 67 ]        |
| 2019 | 2019 MTV Video Music Awards  | Push Artist of the Year (Продвигающийся Артист Года)                                                 | CNCO                      | Номинация | [ 68 ]        |
| 2019 | 2019 MTV Video Music Awards  | Best Group (Лучшая Группа)                                                                           | CNCO                      | Номинация | [ 68 ]        |
| 2019 | BreakTudo Awards             | International Fandom (Международный Фэндом)                                                          | CNCOwners                 | Ожидается | [ 69 ]        |
| 2020 | Gardel Awards                | Collaboration of the Year (Коллаборация Года)                                                        | «Como Así»                | Номинация | [ 70 ]        |